# فارفارا ليبتشينكو
فارفارا ليبتشينكو (بالإنجليزية: Varvara Lepchenko)‏ (مواليد 21 مايو 1986) لاعبة كرة مضرب الولايات المتحدة مُحترفة من أصول أوكرانية.

## اسلوب اللعب
ليبنشيكوو وصلت لنهائيات عديدة في ITF وهي لاعبة هجومية ولديها إرسال فعال وفورهاند قوي، وسبق وكانت ضمن التوب 20 قبل عامين، وفي الفترة الأخيرة لعبت أمام ثلاث لاعبات من الصحيفة أي من التوب 10، كفيتوفا في إيستبورن وآجا وكيربر في ستانفورد، تغلبت فقط على البولندية يلي كانت سيئة في ذلك اللقاء، وكان فوزها الثاني على لاعبات التوب 10 في 2014 حيث تغلبت على يانكو فيتنش في ميامي، كذلك هنالك رقم يدعو للتفاؤل بالنسبة لـ رينا، حيث هذا العام سجلها أمام اللاعبات اللواتي يلعبنّ باليد اليسرى 5-0، فارفارا أخرجت في الدور الثاني الألمانية مونا بارثيل بشكل سهل وكان ممكن تكسب golden set في الثانية لو أن مونا مافازت بالخمس نقاط، لكن الألمانية كانت سيئة من جميع النواحي وعملت 30 خطأ سهل في ساعة تقريباً.

## روابط خارجية
- فارفارا ليبتشينكو على موقع رابطة محترفات التنس (الإنجليزية)
- فارفارا ليبتشينكو على موقع الاتحاد الدولي لكرة المضرب (الإنجليزية)
- فارفارا ليبتشينكو على موقع كأس بيلي جين كينغ (الإنجليزية)
- فارفارا ليبتشينكو على موقع خلاصة التنس.كوم (الإنجليزية)
- فارفارا ليبتشينكو على موقع إي إس بي إن.كوم (الإنجليزية)
- فارفارا ليبتشينكو على موقع اللجنة الأولمبية الدولية (الإنجليزية)
- فارفارا ليبتشينكو على موقع أوليمبيديا (الإنجليزية)